# 古曾河
56°29′N 10°13′E / 56.483°N 10.217°E

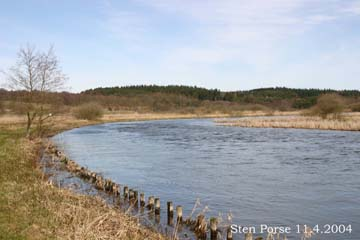

古曾河（丹麥語：Gudenå），是丹麥的河流，位於日德蘭半島，由中日德蘭大區負責管轄，該河在15,000年前形成，河道全長176公里，流域面積3,300平方公里，河口處於蘭訥斯灣。